# Rykka

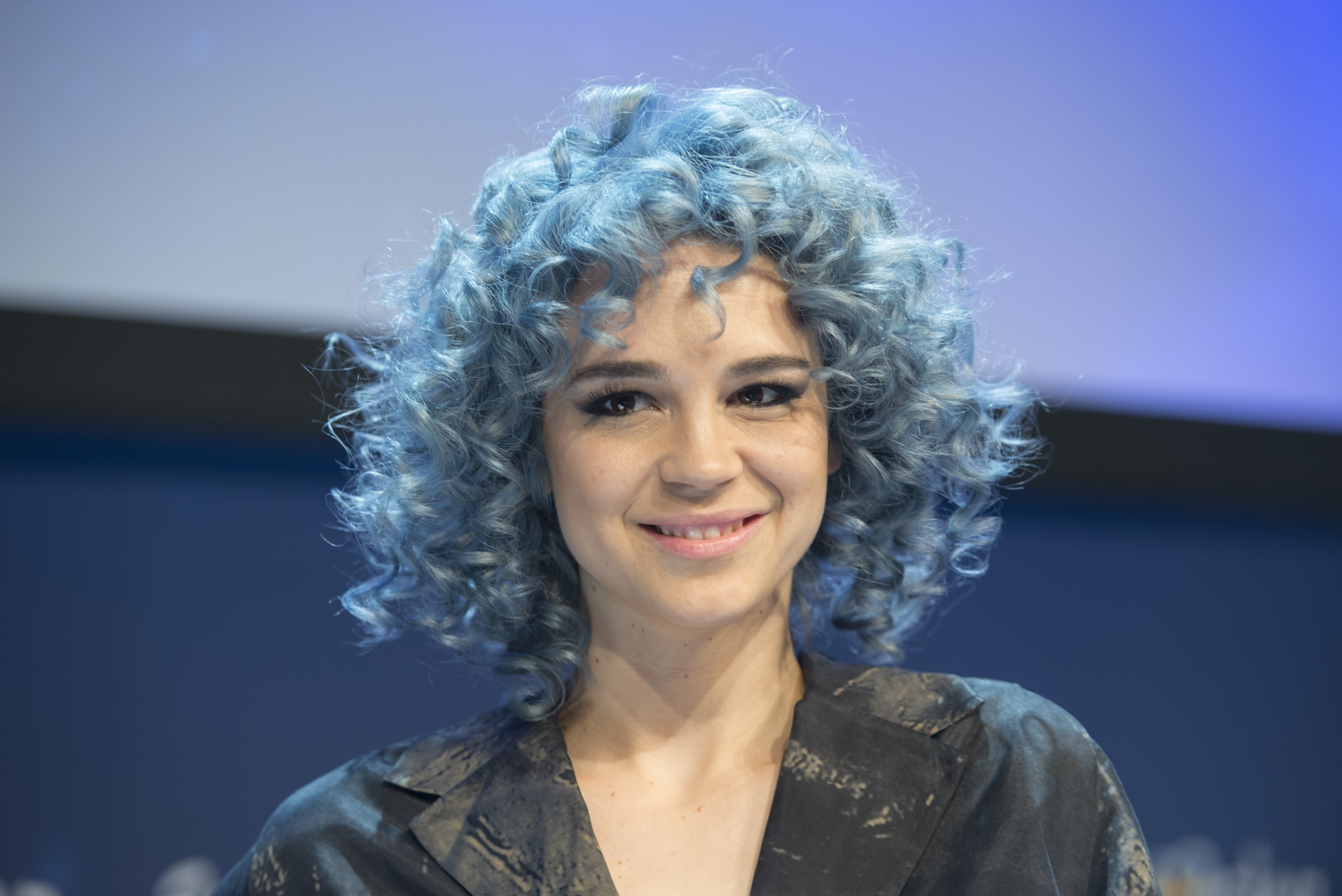
Rykka beim Eurovision Song Contest, Mai 2016

Rykka (Christina Maria Rieder; * 13. März 1986 in Vancouver) ist eine nichtbinäre schweizerisch-kanadische Person, die mit ihrem Gesang bekannt wurde. Rykka vertrat die Schweiz beim Eurovision Song Contest 2016 in Stockholm, schied allerdings im ESC-Halbfinale aus.

## Leben
Rykka wurde in Vancouver, British Columbia, geboren. Mit 15 Jahren begann Rykka Gitarre zu spielen und hatte erste kleinere Auftritte. Nach dem Gesangsstudium am Vancouver Community College zog Rykka nach Toronto, wo das Album Straight Line unter dem Namen Christina Maria aufgenommen wurde. 2010 wurde es auch in der Schweiz veröffentlicht, und Rykka trat immer wieder in der Schweiz oder Deutschland auf, so auch beim Sat.1-Frühstücksfernsehen. Bei der Veröffentlichung des Albums Kodiak, das 2013 auch in Rykkas Heimat Kanada erschien, wurde erstmals der Künstlername Rykka verwendet. Im selben Jahr gewann Rykka den Peak Performance Project-Contest in Kanada. 2014 war Rykka Teil des Squamish Valley Music Festivals.
Am 13. Februar 2016 gewann Rykka den Schweizer Vorentscheid zum ESC 2016, Die grosse Entscheidungsshow, vor fünf Konkurrenten und trat mit dem Siegertitel The Last of Our Kind beim zweiten Semifinale am 12. Mai 2016 in Schweden an, landete aber auf dem 18. und somit letzten Platz. Von allen 42 Teilnehmern des Wettbewerbs wurde Rykka mit 24 Punkten nur 41.
26. März 2021 veröffentlichte Rykka ihre Single Dreams / Death. Später am 5. November 2021 folgte die Single Louder. In der gleichen Pressemitteilung verkündete Rykka, sich als nichtbinäre Person zu identifizieren.

## Diskografie

### Alben
- 2008: Stars & Satellites (als Christina Maria)
- 2010: Straight Line (als Christina Maria)
- 2012: Kodiak
- 2016: Beatitudes

### EPs
- 2011: Tide You Over (als Christina Maria)
- 2013: Blackie Remixes
- 2014: Electric Remixes

### Singles
- 2012: Map Inside
- 2012: The Brink
- 2013: Blackie
- 2015: Movies
- 2016: The Last of Our Kind
- 2016: Bad Boy
- 2021: Dreams / Death
- 2021: Louder
- 2022: You Got Me